# Padeș
Padeș es una comuna ubicada en el distrito de Gorj, Rumania.

## Superficie
Cuenta con una superficie de 389,8 kilómetros cuadrados.

## Demografía
Hasta 2021 la población era de 4632 habitantes, con una densidad de población de 11,88 habitantes por kilómetro cuadrado.